# William R. Lucas
Pour les articles homonymes, voir Lucas.
William Ray Lucas (1er mars 1922 – 10 février 2025) est le quatrième directeur du centre de vol spatial Marshall de la NASA. Il occupe ce poste du 15 juin 1974 au 3 juillet 1986.

## Débuts de carrière
William Ray Lucas est né à Newbern, dans le Tennessee, le 1er mars 1922. Il est diplômé du Memphis State College (aujourd'hui Université de Memphis) en 1943 avec un diplôme en chimie. Il obtient ensuite une maîtrise et un doctorat en métallurgie à l'Université Vanderbilt à Nashville. Il interrompt brièvement ses études pour servir dans la Marine des États-Unis pendant la Seconde Guerre mondiale.
En 1952, Lucas s'installe à Huntsville, en Alabama, pour rejoindre l’équipe de Wernher von Braun à l’Army Ballistic Missile Agency, basée à l'Arsenal de Redstone. Après avoir travaillé au sein du Guided Missile Development Group, il devient responsable des matériaux de l’agence en 1956. À ce poste, Lucas conçoit le système de contrôle thermique du premier satellite spatial des États-Unis, Explorer 1. Il choisit également les matériaux utilisés pour la fusée qui a permis à Alan Shepard de devenir le premier Américain dans l’espace en 1961.
Lorsque l'équipe de von Braun est intégrée à la NASA pour former le Marshall Space Flight Center en 1960, Lucas rejoint également cette nouvelle organisation. Il travaille dans le laboratoire de propulsion et d'ingénierie des véhicules, dont il devient finalement le directeur. Il y développe le système de propulsion de la fusée Saturn V. Il participe aussi au développement de la deuxième station spatiale habitée au monde, Skylab.

## Directeur du centre Marshall
Après trois ans comme directeur adjoint du centre Marshall, Lucas en devient le directeur en 1974. Il prend ses fonctions deux ans après le lancement du programme de la navette spatiale. Sous sa direction, Marshall est chargé de la gestion du système de propulsion de la navette, y compris les propulseurs d’appoint à poudre (SRBs) et les moteurs principaux de l’orbiteur de la navette spatiale.

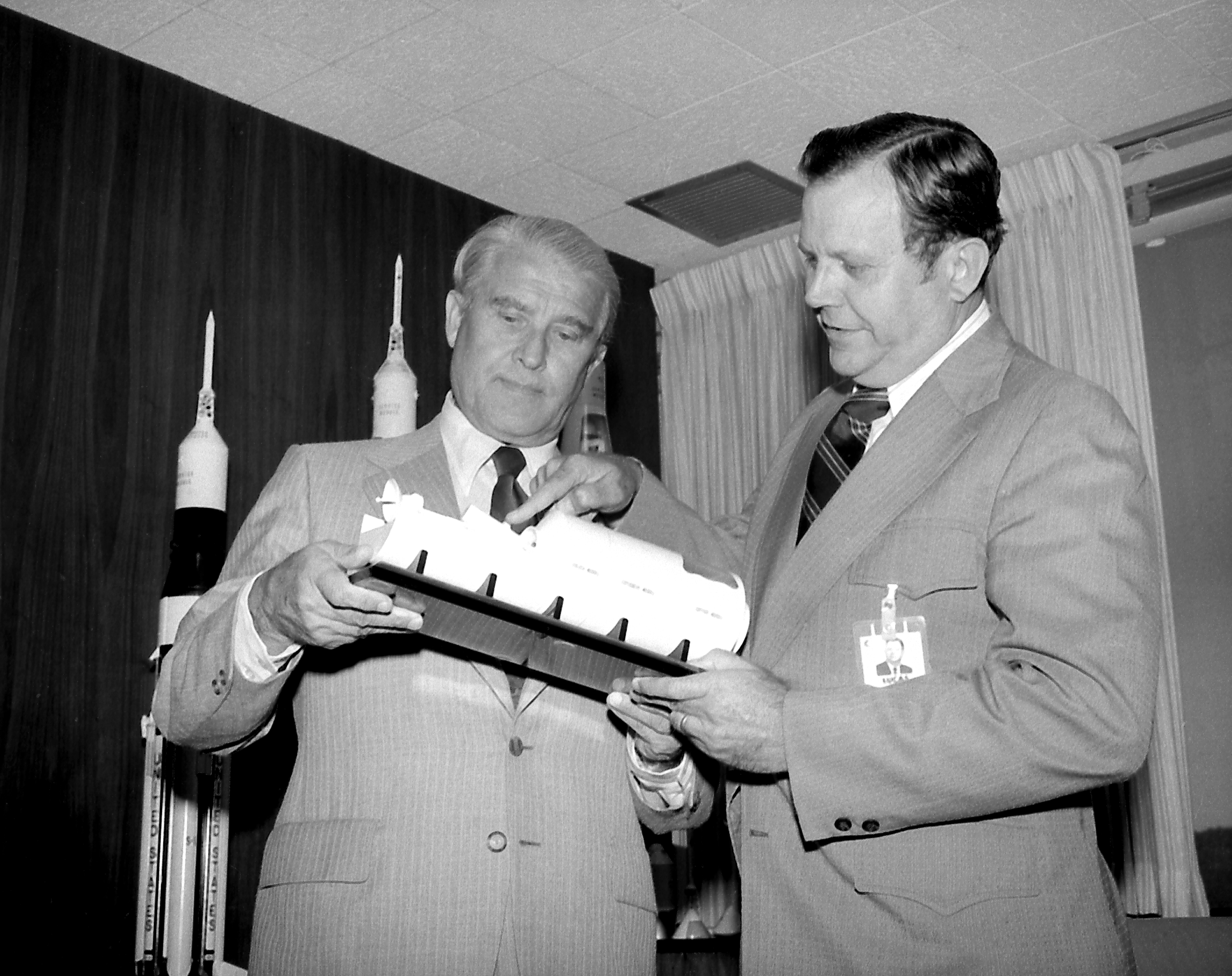
Le Dr Wernher von Braun, ancien directeur du Marshall Space Flight Center, et Lucas, nouveau directeur du centre, observant une maquette de la navette spatiale, 11 octobre 1974.

En tant que directeur, Lucas acquiert rapidement une réputation de dirigeant rigide. Contrairement à la plupart des hauts responsables de la NASA, il réprimande souvent ses subordonnés en public. Il interdit également aux employés de faire du jogging pendant la pause déjeuner, sous peine de voir cette période déduite de leur congé annuel. Lucas est également réputé pour ne s’intéresser qu’aux données concrètes et quantifiables.

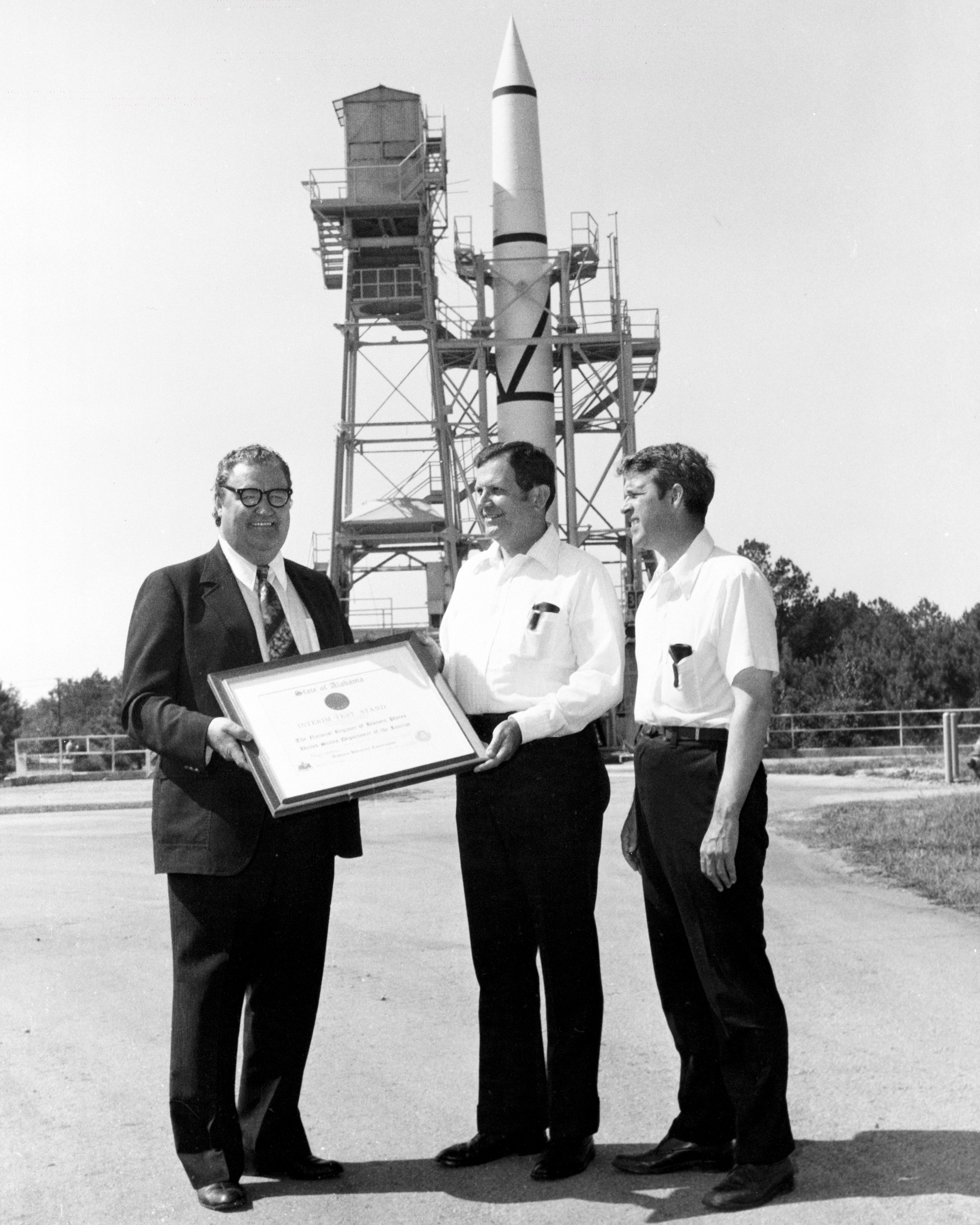
Le directeur du Marshall Space Flight Center, William R. Lucas, recevant un certificat du président de la commission du comté de Madison, James Record, et de l’architecte Harvie Jones (1976).

Malgré ses succès (il reçoit presque toutes les distinctions décernées par la NASA), peu de gens en dehors du milieu aérospatial entendent parler de lui avant la tragédie de la navette spatiale Challenger. Après l'accident, il est révélé que des responsables clés du centre Marshall, dont Lucas, connaissaient une faille de conception potentiellement catastrophique des propulseurs dès 1977. Les « joints de segment » des propulseurs étaient censés se resserrer sous l'effet de la poussée au décollage. Au lieu de cela, les pièces métalliques s’écartaient, créant une ouverture par laquelle les gaz chauds pouvaient s’échapper et éroder les joints toriques (O-ring). En cas d’érosion importante, le propulseur risquait d’exploser, détruisant la navette.
Bien que Lucas ait cultivé une image de strict respect des procédures, il les viole en réalité en ordonnant à ses subordonnés de ne signaler aucun problème d'origine Marshall durant les réunions d'examen de préparation au vol s’il risquait d’entraîner un retard. Il avait donné pour consigne que le centre Marshall ne devait en aucun cas retarder un lancement. En conséquence, les responsables du centre n'ont pas signalé les preuves d’érosion grave des joints lors de la deuxième mission de la navette spatiale, préférant garder l'information dans les circuits internes avec le sous-traitant Thiokol. Même lorsque les joints sont reclassés en « criticité 1 » — signifiant qu’une défaillance entraînerait la destruction de l’orbiteur —, personne ne propose de suspendre les vols pour corriger le problème. La direction de la NASA ne prend connaissance de l’ampleur du risque qu’en 1985, lorsqu’un auditeur découvre un contrat de refonte des propulseurs dans un rapport budgétaire.
À la suite de la tragédie de Challenger, un cadre surnommé « Apocalypse » rédige une lettre au contrôleur général du centre, détaillant le style de gestion de Lucas. Cette lettre est transmise à la Commission Rogers, chargée d’enquêter sur l’accident. En raison des critiques sévères formulées par la commission, Lucas prend sa retraite en juillet 1986.
Dans une interview YouTube publiée à titre posthume, l’ingénieur de Thiokol Roger Boisjoly déclare : « [Lucas] dirigeait [le MSFC] comme un camp de prisonniers de la Gestapo ! Et je n'exagère pas en disant cela. Il faisait régner la terreur parce qu’il pouvait ruiner une carrière en un instant. Il avait déclaré que le Marshall Space Flight Center ne serait jamais, au grand jamais, responsable d’un retard de lancement. C’est malade ! Un type comme ça aurait dû être abattu sur-le-champ ! ».

## Décès
Lucas meurt à son domicile de Huntsville, en Alabama, le 10 février 2025, à l'âge de 102 ans,.

## Distinctions
- En 1978, Lucas est élu membre de la National Academy of Engineering pour ses contributions à la recherche et à l’ingénierie des véhicules spatiaux et à la résolution de problèmes liés aux vols spatiaux.
- En 1984, Lucas (promotion 1943) reçoit le « Distinguished Alumni Award » de l’Université de Memphis. Ce prix récompense chaque année « les anciens élèves dont le parcours personnel et professionnel remarquable ainsi que les contributions exemplaires à la société font honneur à l’université »[7].
- En 1986, Lucas reçoit le prix Elmer A. Sperry, une distinction annuelle récompensant une contribution significative à l’avancement de l’ingénierie dans le domaine des transports. Il partage ce prix avec George W. Jeffs, le Dr George E. Mueller, George F. Page, Robert F. Thompson et John F. Yardley, pour leurs « contributions personnelles et techniques majeures au concept et à la réalisation d’un système de transport spatial réutilisable »[8].